# إدوارد إم. هولاند
إدوارد إم. هولاند هو سياسي أمريكي، ولد في 28 نوفمبر 1939 في واشنطن العاصمة في الولايات المتحدة. نشط حزبياً في الحزب الديمقراطي. وقد انتخب عضو مجلس ولاية فرجينيا ‏.